# Petra (Mallorca)
Petra és una vila i municipi del Pla de Mallorca, que confronta amb Vilafranca de Bonany, Sant Joan, Sineu, Ariany, Santa Margalida, Artà, Sant Llorenç del Cardassar i Manacor. A Petra hi ha la seu de la Mancomunitat del Pla de Mallorca.
El nucli de població conté diverses àrees amb denominació pròpia: el Barracar, Can Casta, el Cós, l'Hort d'Enfora, el Marge, Na Capitana, Na Pelada, la Raval, la Rectoria Vella, la Rutla, Santa Catalina i Son Perxana.

## Població
| Entitat de població | Habitants (2024) |
| Petra               | 3.215            |
| Font: INE           |                  |

L'evolució demogràfica de Petra des de 1842 presenta un seguit de períodes ben diferenciats: un de creixement constant fins a l'any 1930, i un altre de decreixement continu, seguit d'un recent augment fins a l'actualitat.
- Creixement inicial (1842-1930): La població de Petra va experimentar un augment significatiu, passant de 1.673 habitants l'any 1842 a 5.027 l'any 1930. Això representa un creixement d'aproximadament el 200%, indicant un període de prosperitat.
- Decreixement (1930-2001): Després del màxim l'any 1930, la població va començar a disminuir de manera constant. L'any 2001, la població havia baixat a 1.911, marcant un decreixement de més del 62% respecte al màxim.

- Independència d'Ariany (1982): El decreixement de la població podria atribuir-se parcialment a la independència d'Ariany, associada a una redistribució de població o recursos que va afectar Petra.
- Recuperació recent (2001-2021): Hi ha una recuperació notable de la població fins a l'actualitat. Això suggereix una possible revitalització de l'àrea que atrauen residents novament a Petra.

Els llinatges més comuns són Riera, Bauçà (Bauzà), Hajji, Riutort i Font.

## Geografia
Situat lleugerament al nord-est del centre de Mallorca, el terme de Petra ocupa 6.930 hectàrees al bell mig de la comarca del Pla. Presenta un paisatge variat, combinant zones planes i elevacions suaus. Es distingeixen tres àrees principals en la seva orografia:
- Puig de Bonany: Al sud-est s'alça el puig de Bonany, que amb 317 metres és la cota màxima del municipi. Als pendents d'aquesta muntanya –on afloren roques calcàries de pedra viva– s'alternen conreus de secà amb pinedes.[4]
- Al centre del terme s'estén una plana ampla i lleugerament ondulada, amb terres argiloses i fèrtils. Aquesta zona és gairebé tota conreada, sobretot amb cereals com l'ordi i el blat, tot i que en el passat també hi predominaven les vinyes. El poble de Petra se situa sobre un petit turó enmig d’aquesta plana, a la frontera entre dues conques hidrogràfiques. Hi neixen els torrents de Petra i de Na Borges, que creuen el municipi cap a la badia d'Alcúdia. Les terres properes als torrents, enriquides per sediments i aigües subterrànies, han afavorit la presència de vegetació de ribera com pollancres, oms i canyissars.[4]
- Sa Marina: A l'extrem nord-est del terme s'ubica la zona coneguda com sa Marina, un altiplà de call vermell i maresos relativament àrid. El paisatge aquí combina garrigues extensives amb conreus dispersos. En aquesta àrea es troba el segon punt més elevat de Petra, la mola de Son Montserrat. Cap a llevant, sa Marina s'obre en una vall tancada per on passa el torrent de na Borges.[4]

El clima és mediterrani subhumit, amb estius calorosos i secs i hiverns suaus; la pluviositat mitjana anual volta els 500 mm, concentrats a la tardor.

## Història

### Època prehistòrica i antiga
El terme de Petra ha estat habitat des de temps prehistòrics, tal com evidencien els nombrosos jaciments arqueològics disseminats pel municipi. S'hi han identificat restes de poblats talaiòtics de l'edat del bronze i del ferro (per exemple, el talaiot de Termenor i el jaciment de Son Homar), així com coves naturals amb evidències d'ocupació humana (la cova dels Voltors, entre d’altres). Tot i que no es coneixen restes romanes urbanes a Petra, s'hi han trobat vestigis esparsos.

### Període islàmic i fundació de la vila
Des de principis del segle x, l'illa de Mallorca passà a formar part d'Al-Àndalus. En l'organització territorial musulmana, el terme de l'actual Petra s'integrava al districte de Yitnau-Bitra. El topònim designava aquesta contrada, origen etimològic de l'actual nom Petra. El territori estava dividit en diverses alqueries i rafals dedicats al conreu de cereals, ametllers, figueres i a la ramaderia ovina. No existia un nucli urbà centralitzat, però l'alqueria d'Ariany –esmentada ja en documents àrabs– era un dels principals llocs habitats de la zona.
L'alqueria islàmica de Tuze, documentada al Llibre del Repartiment a les terres de Petra, es podria correspondre amb l'antiga ciutat romana de Tucis. En el Repartiment, després de la conquesta de Mallorca per Jaume I, va romandre integrat dins la part reial, la qual el rei repartí entre els seus cavallers, sent-ne el gran beneficiari Pere de Portugal. Petra fou propietat dels cavallers de les famílies Burgues, Santjoan, Sant Martí, Desbach i Sureda. Ja en 1232 consta documentalment l'existència de la parròquia de Petra, sota l’advocació de Sant Pere, fet confirmat el 1248 per la butla d'Innocenci IV  de 1248.
El 1300 es crea una pobla reial seguint les Ordinacions de Jaume II de Mallorca. Es traçà un urbanisme en quadrícula i es dotà el poble de terres i recursos per atreure colons. La resta del vast terme quedà organitzada en grans possessions. Durant els segles xiv i xv, Petra es consolidà com a vila agrícola. El nucli urbà original (la zona avui delimitada pel centre històric) creixé entorn de l’església de Sant Pere i la plaça.

### Edat moderna
Entre els segles XV i XVIII, Petra era una comunitat pagesa. Dins el seu terme es consolidaren dos grans senyorius: Ariany i Sant Martí d'Alanzell. Ariany, que ja existia com a alqueria islàmica, creixé durant l'època cristiana i al segle xvii disposava d'església pròpia. A les terres de Sant Martí, el senyor fundà el llogaret de Vilafranca, que esdevingué parròquia independent el 1625 (Ariany ho faria el 1706).
Durant els segles xvi i xvii, la vila de Petra visqué una època de certa prosperitat gràcies al conreu de cereals i a la vinya, fet que permeté emprendre diverses obres, com la nova església de Sant Pere (1582–c.1790), un gran temple d'estil gòtic tardà. També s'hi fundà el convent franciscà de Sant Bernadí (1657), amb arquitectura renaixentista i barroca. La població augmentà entre el segle xvii i principis del segle xviii, i durant aquesta època nasqueren dues figures rellevants: fra Juníper Serra (1713–1784), missioner a l'Alta Califòrnia, i fra Miquel de Petra (1741–1803), frare caputxí, científic i intel·lectual il·lustrat.

### Transformació i canvis socials
Durant el segle xix, Petra visqué transformacions importants en un context de canvis polítics i administratius. Destacà la figura de Guillem Moragues, jurista liberal nascut al poble, que participà en les Corts de Cadis de 1812 i més endavant fou governador civil de les Balears. En l'àmbit local, el 1820 Vilafranca es segregà de Petra, fet que reduí notablement la seva extensió i població. Malgrat tot, a mitjan segle Petra comptava amb uns 4.000 habitants, centrats en l'agricultura i la ramaderia.
La crisi de la fil·loxera, a finals del segle xix, afectà greument les vinyes, però s'impulsà una certa activitat industrial lligada al sector agroalimentari. La desamortització i el procés d'establiment de terres comportaren el pas de grans possessions a mans pageses. El tren hi arribà el 1879, millorant les comunicacions amb altres pobles de l'illa.
Al segle xx, Petra continuà com a poble agrícola però sofrí l'impacte de la Guerra Civil i la posterior repressió. Un episodi tràgic marcà la postguerra: l'any 1940 un avió es va estavellar sobre les escoles, causant diverses morts. A partir dels anys cinquanta, la població començà a disminuir per l'emigració cap a Palma i l'estranger, tocant mínims als anys vuitanta, coincidint amb la independència d'Ariany (1982). No obstant això, des de la dècada de 1990, Petra experimentà una recuperació demogràfica.

## Política
| Eleccions municipals de 28 de maig de 2023 - Petra                                              |                                     |                                     |                                     |        |         |          |
| Candidatura                                                                                     | Candidatura                         | Candidatura                         | Cap de llista                       | Vots   | Vots    | Regidors |
|                                                                                                 | Proposta per les Illes              |                                     | Salvador Femenias Riera             | 1253   | 71,31%  | 9        |
|                                                                                                 | Més perMAllorca                     |                                     | Pere Josep Bauçà Ferrer             | 389    | 22,14%  | 2        |
|                                                                                                 | Vox                                 |                                     | David Gil de Paz                    | 86     | 4,89%   | 0        |
|                                                                                                 | Vots en blanc                       |                                     |                                     | 29     | 1,65%   |          |
| Total vots vàlids i regidors                                                                    | Total vots vàlids i regidors        | Total vots vàlids i regidors        | Total vots vàlids i regidors        | 1,757  | 100 %   | 11       |
|                                                                                                 | Vots nuls                           | Vots nuls                           | Vots nuls                           | 29     | 1,62%   |          |
| Participació (vots vàlids més nuls)                                                             | Participació (vots vàlids més nuls) | Participació (vots vàlids més nuls) | Participació (vots vàlids més nuls) | 1,786  | 80,2%** |          |
| Abstenció                                                                                       | Abstenció                           | Abstenció                           | Abstenció                           | 441*   | 19,8%** |          |
| Total cens electoral                                                                            | Total cens electoral                | Total cens electoral                | Total cens electoral                | 2,227* | 100 %** |          |
| Batle: Salvador Femenias Riera Per majoria absoluta dels vots dels regidors                     |                                     |                                     |                                     |        |         |          |
| Fonts: Infoelectoral (* No són vots sinó electors. ** Percentatge respecte del cens electoral.) |                                     |                                     |                                     |        |         |          |

## Llocs d'interès

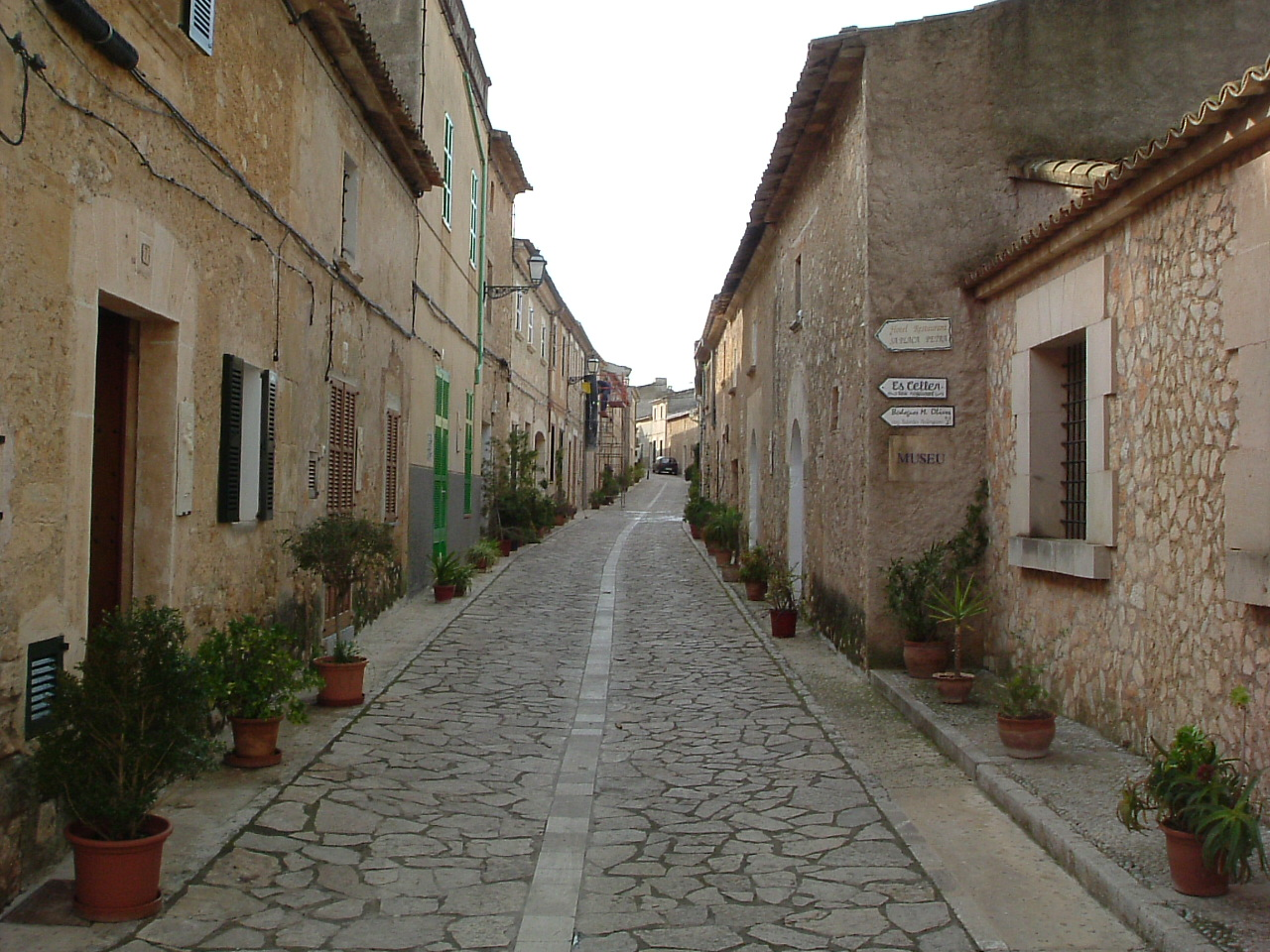
Carrer Barracar Alt
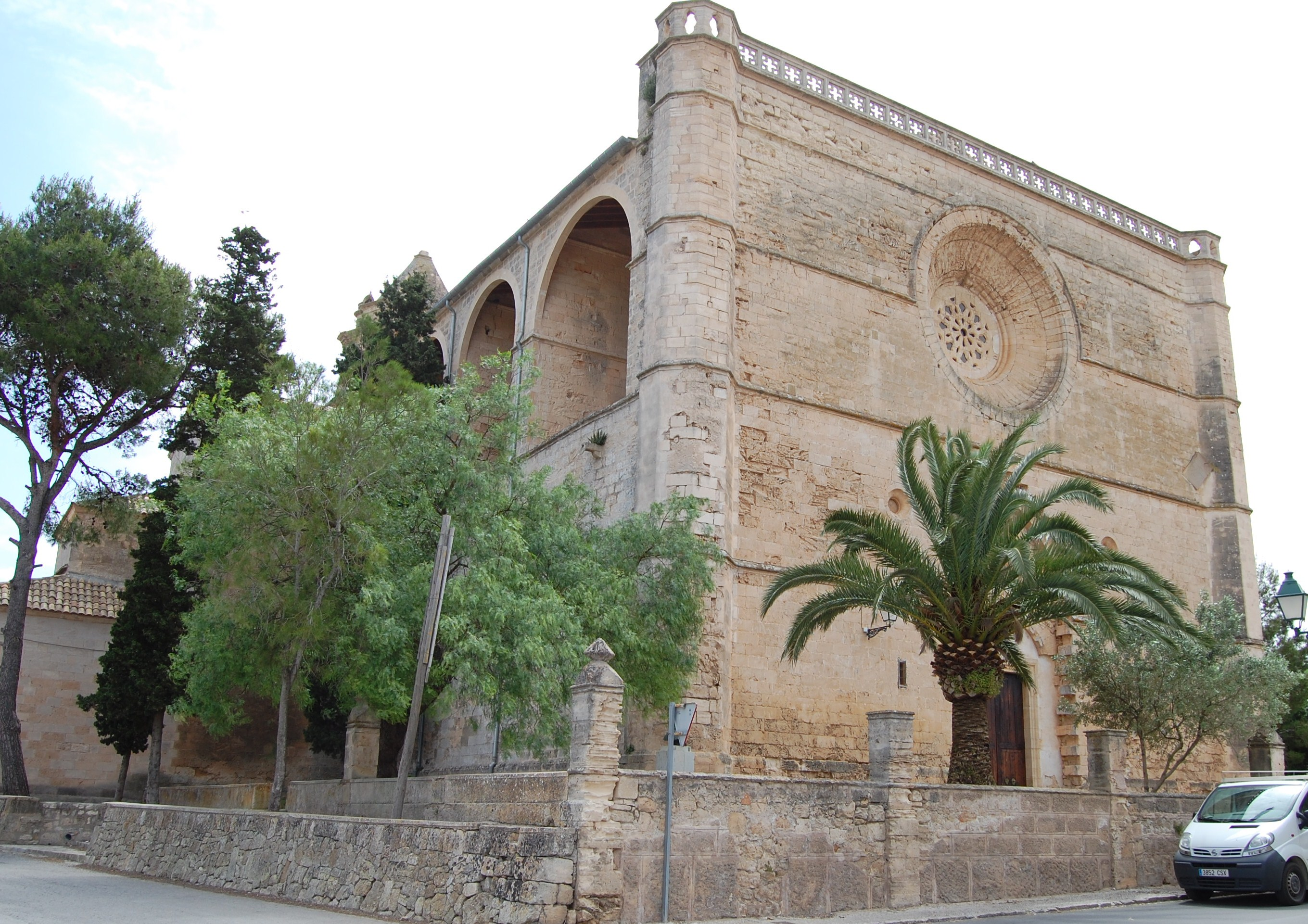
Església de Sant Pere
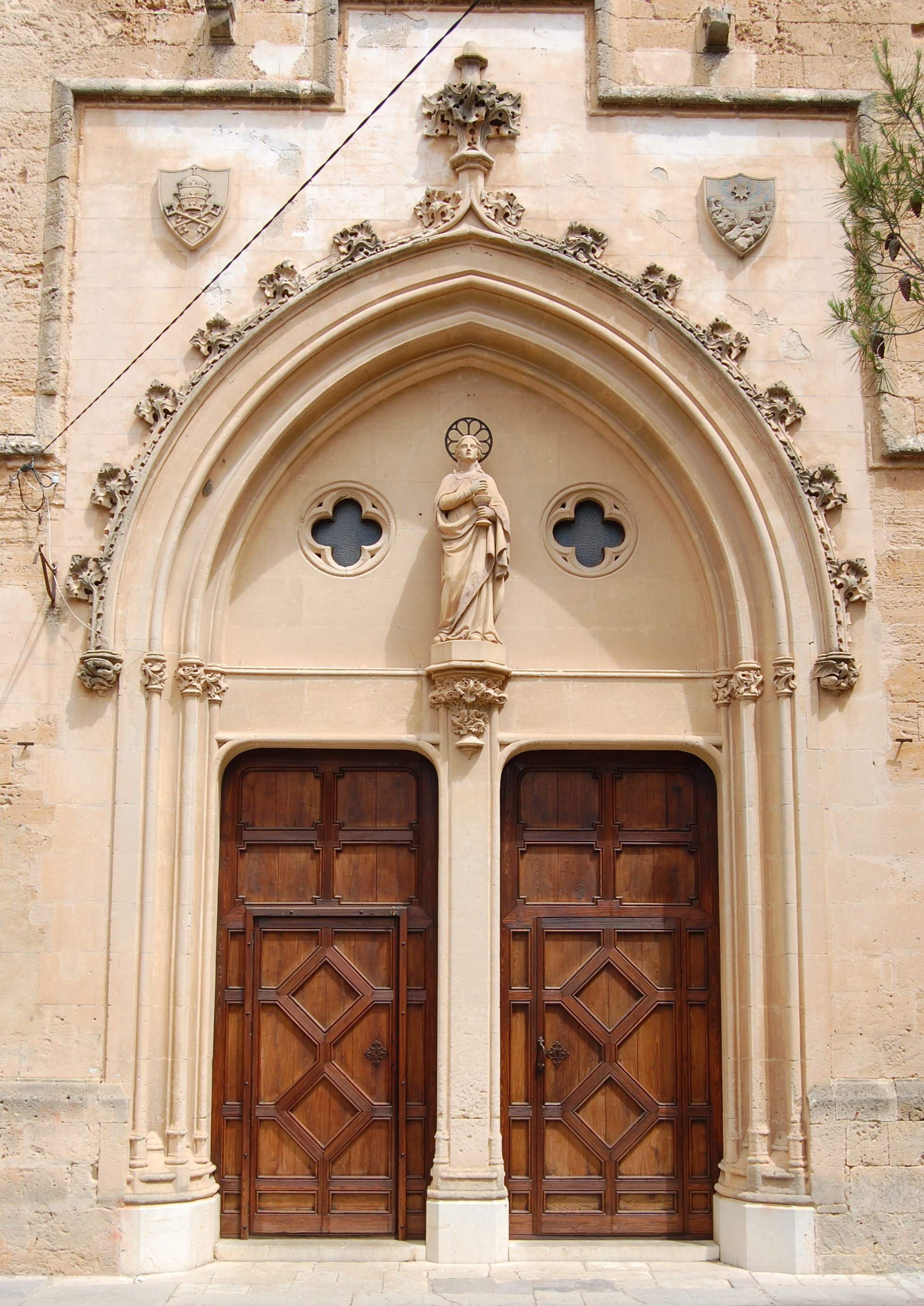
Portal lateral de l'Església de Sant Pere
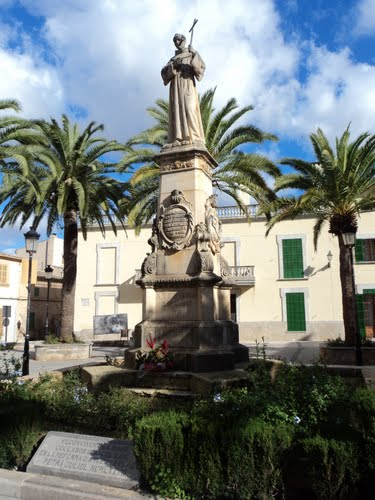
Plaça de Fra Juníper Serra
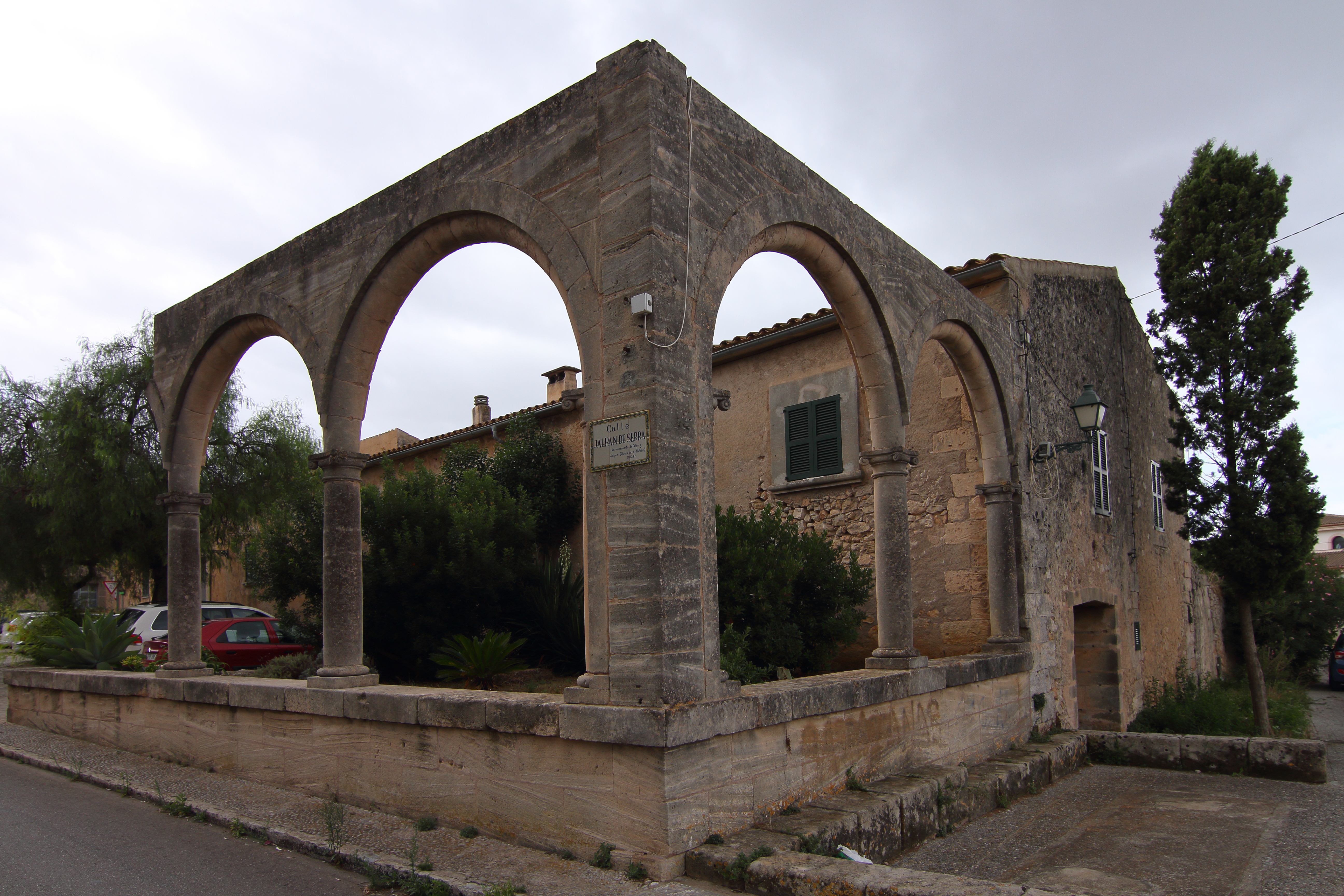
Rectoria
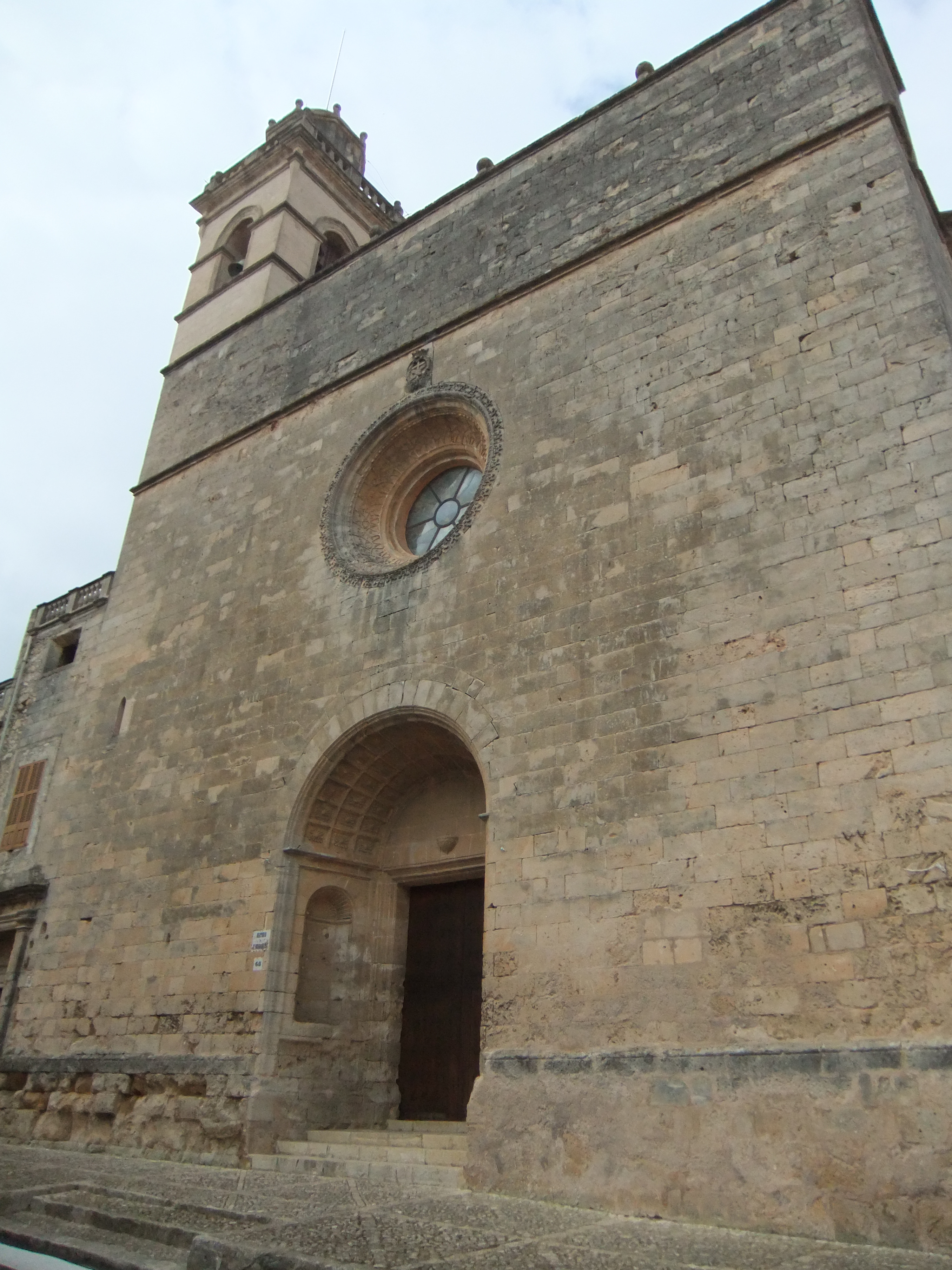
Convent de Sant Bernadí
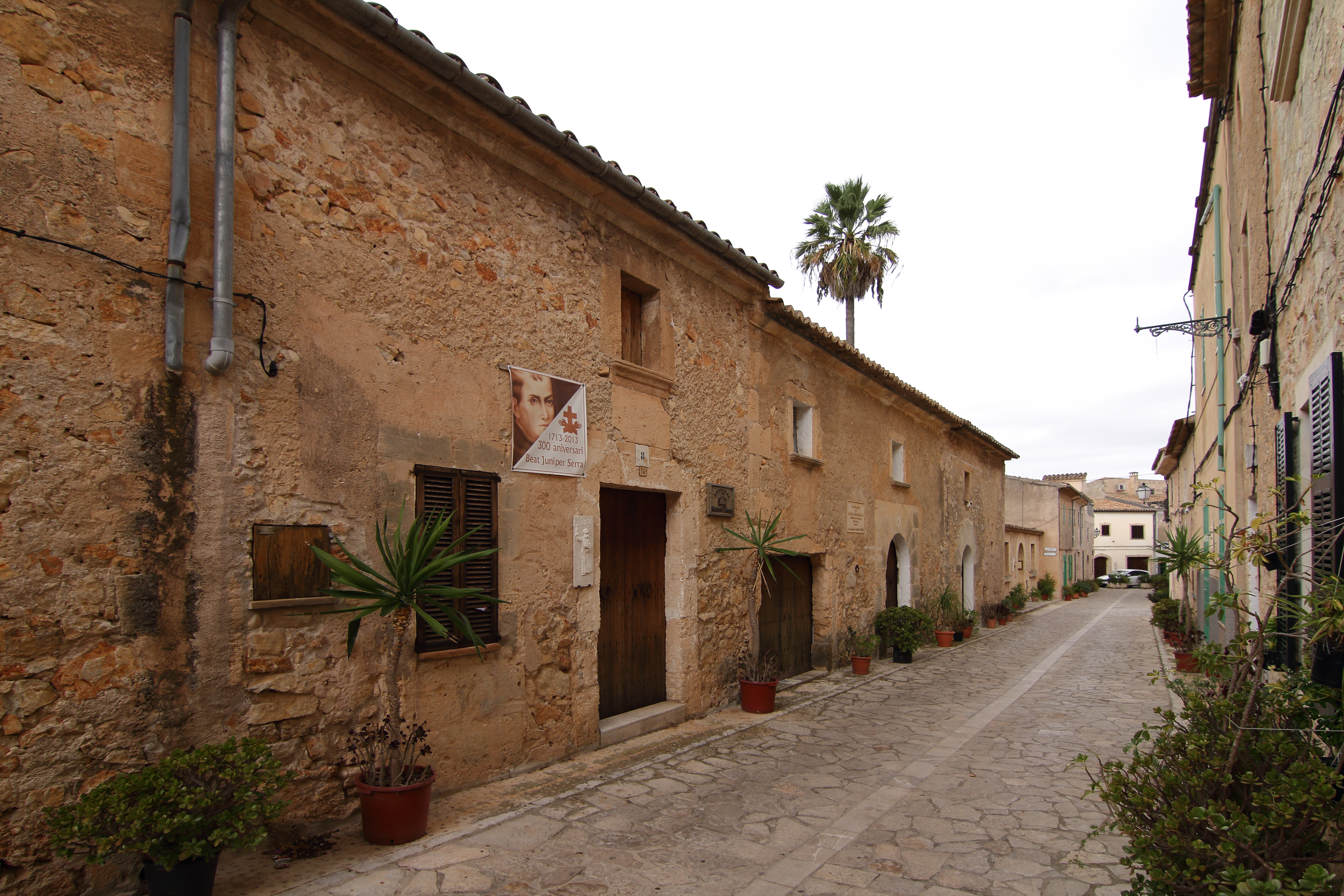
Casa natal de Fra Juníper Serra
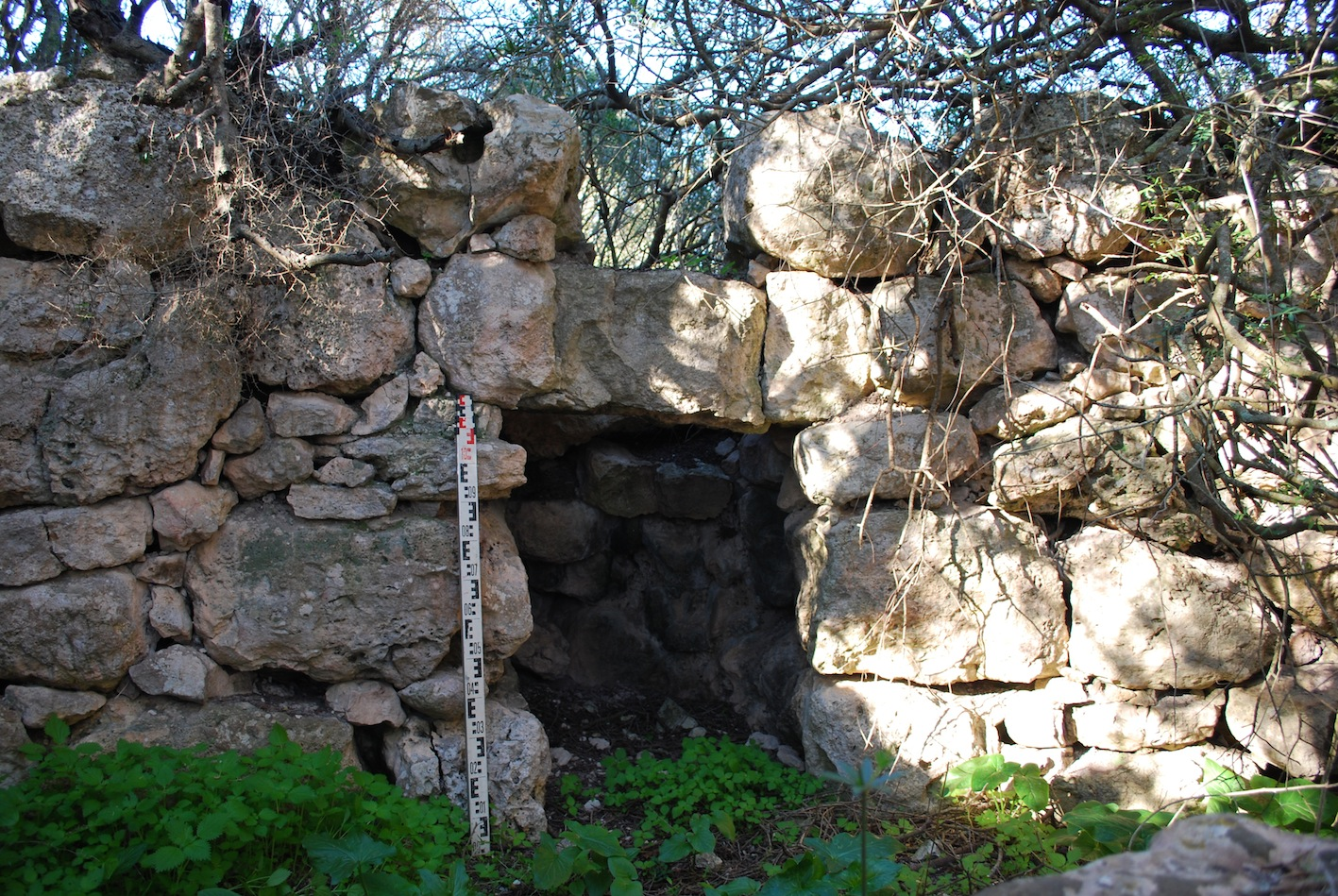
Talaiot de Termenor
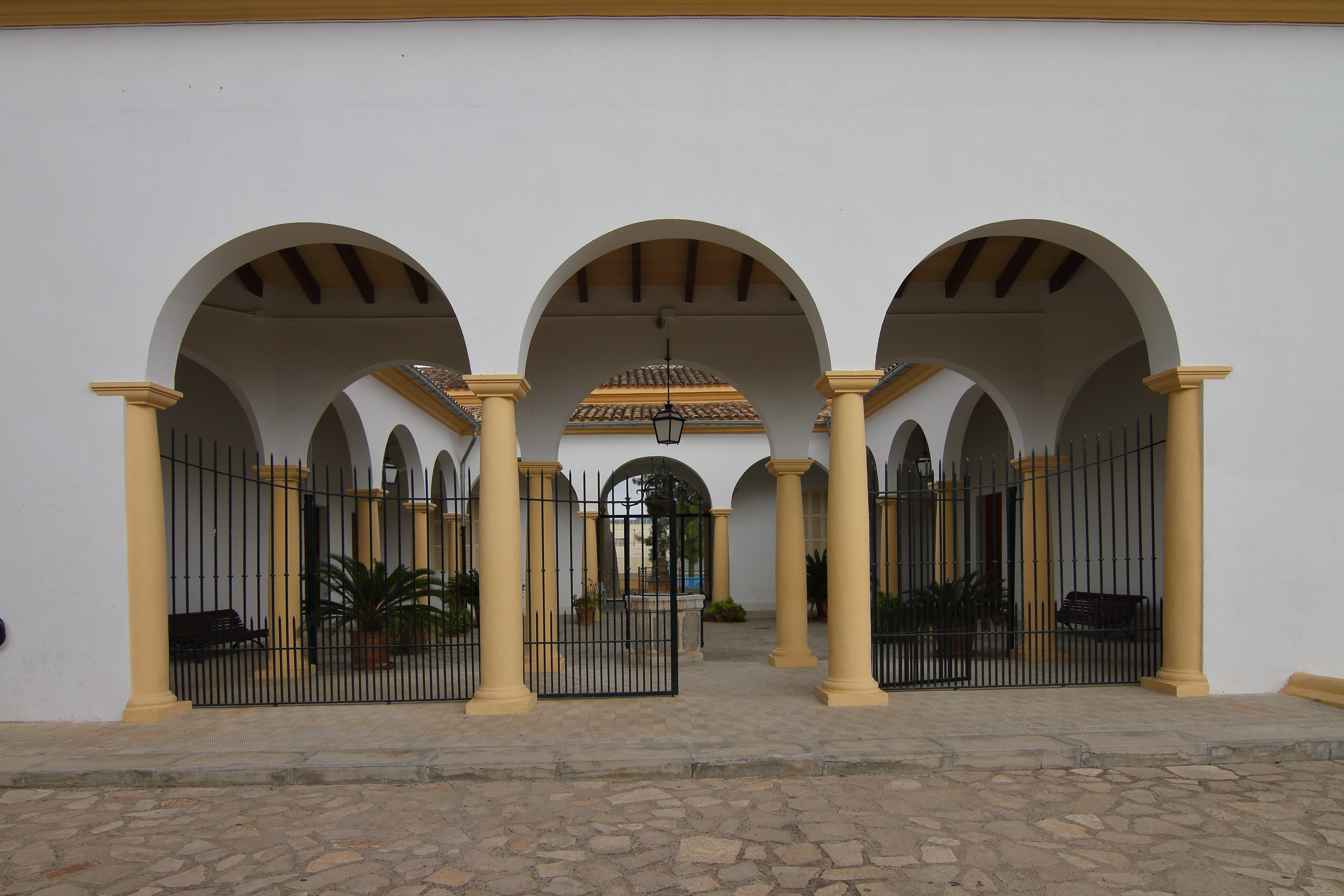
Antigues escoles
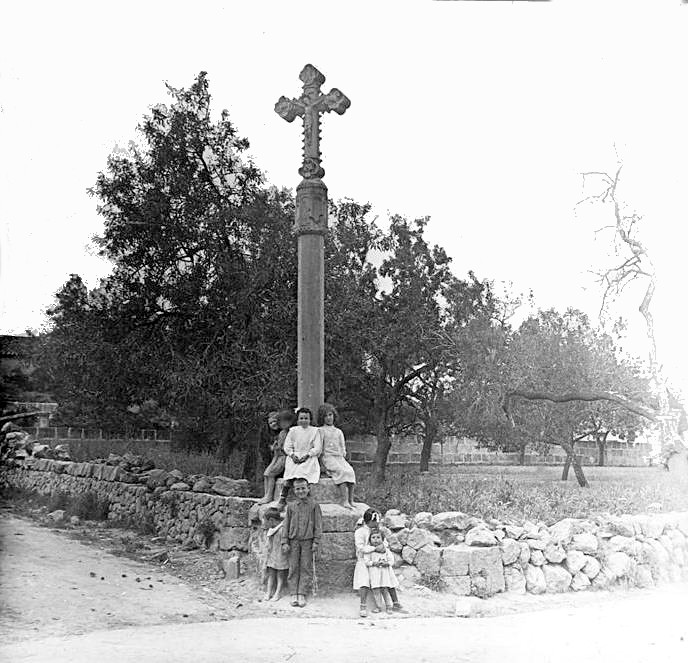
Creu de la Vall (1915)

Petra té dos edificis que destaquen per sobre de la resta, tant en dimensions com en altura: són l'Església de Sant Pere, d'estil gòtic, i la basílica del Convent de Sant Bernadí, d'estil renaixentista, restaurada durant els anys 80 pels frares Salustiano Vicedo i Pedro Escriche. Tots dos edificis són part de la silueta de la vila des de qualsevol punt on Petra sigui visible. Davant el portal major de l'església, a l'altra banda del carrer s'hi troba la rectoria (l'habitatge del rector de la parròquia). Adossat a l'església del Convent hi ha la casa dels frares i la sagristia, que són una petita part de l'antic Convent, o el que va quedar després de la desamortització eclesiàstica del segle xix.
Al carrer de l'Hospital s'hi troba l'Ajuntament, en un edifici del segle xv on antigament hi havia hagut una casa d'hospici. Al mateix carrer s'hi pot trobar, avui convertit en restaurant, el Celler de Can Casta, un soterrani de coberta de voltes, construït per a l'emmagatzematge del vi. Molt a prop d'allà hi ha la plaça de Ramon Llull i la plaça del Pare Serra, aquesta última situada on es trobava l'edifici de l'antiga Quartera, i que està presidida per una estàtua del petrer més il·lustre.
Al final del carrer del Sol s'hi troba l'antiga estació, un edifici del segle xix avui en desús, i a mitjan carrer el Teatre de Petra dins l'edifici que havia estat caserna de la Guardia Civil.
A l'extrem nord del carrer d'en Font s'hi poden trobar les Escoles Velles, l'antiga escola, que data del 1927, i que actualment allotja les dependències administratives municipals. Durant la Guerra Civil espanyola en un accident aeri, un pilot militar natural de Petra, Antoni Real s'hi va estavellar a sobre amb la seva avioneta, causant-ne l'enderroc i la mort de dos alumnes. Al pati central hi ha una placa commemorativa de l'accident. Després de la guerra va haver de ser reconstruïda i continuà de ser un centre educatiu fins a mitjan des anys setanta del segle xx.
Al mateix carrer d'en Font s'hi troben dos edificis destacables més, el Convent de les Monges i el Celler de Son Caló. El primer és un antic convent de monges franciscanes construït al segle xix dins els terrenys que ocupava l'Hort d'en Torrella i el segon és un antic celler, avui en dia encara en ús. Tots dos edificis originàriament formaven part d'un mateix complex propietat de la família Torrella, els quals dividiren el solar en dues parts, el jardí (l'Hort d'en Torrella) fou donat a la congregació de monges franciscanes per a la construcció d'un convent, i la part del celler fou venuda després de la fallida familiar a principis del segle xx.
Un altre edifici singular és la petita peixateria municipal, situada al carrer del Pou, dins la plaça del peix.
A l'altre extrem del poble, al petit barri del Barracar, s'hi troba el Museu de Fra Juníper Serra i la seva casa natal.
A uns tres quilòmetres del poble també podem trobar l'Ermita de Bonany situada sobre el puig del mateix nom, i des d'on es poden contemplar unes magnífiques vistes de tot el pla i el llevant de Mallorca.

## Petrers il·lustres
- Fra Juníper Serra, missioner, evangelitzador de Califòrnia.
- Antoni Bauzà Fullana, soldat que lluità a Baler (Filipines), supervivent de Los Últimos de Filipinas i heroi d'Espanya.
- Pere Riutort i Mestre, pedagog, filòleg, pastoralista i liturgista. Promotor de l'ensenyament de la llengua catalana a les Illes i al País Valencià.
- Mateu Jaume Morey, jugador actualment del Borussia Dortmund a Alemanya i exjugador del FC Barcelona.

## Festes, fires i mercats
- 17 de gener: Sant Antoni. La nit anterior es fan foguerons i el dia de Sant Antoni, les beneïdes.
- 21 de juliol: Santa Praxedis. Ses Completes. La Corporació Municipal es dirigeix a l'Església acompanyada del dimoni i dels xeremiers i en arribar s'entona el cant de la patrona.
- Tercera festa de Pasqua, anada a Bonany a peu.
- Tercer diumenge de setembre, es fa una festa d'homenatge al Pare Serra amb desfilada de carrosses i ofrena floral.
- Segon diumenge d'agost, anada a Son Serra amb carro, organitzada per Serra Mamerra i que recupera una antiga tradició local
- 2 d'agost: Festa de la Mare de Déu dels Àngels. Són les Festes del Convent.
- 4t diumenge d'octubre. Mostra d'Art i Empresa
- Fira: El dissabte abans del 3r diumenge de setembre.
- Mercat: Tots els dimecres al Carrer Ample.
- Ses Clovelles: festa popular que se celebra una setmana abans de la gran revetlla, i que l'organitza una associació de joves. Cada any participa més gent a aquesta festa.